# Ernst August Köstring
Ernst-August Köstring (20 de junio de 1876, Serébrianye Prudý, Moscú, Imperio ruso-20 de noviembre de 1953, Unterwössen, Alemania occidental) fue un diplomático y oficial alemán que sirvió en la Segunda Guerra Mundial.

## Biografía
Nacido en la Rusia imperial en 1876, Ernst August Köstring creció en San Petersburgo y hablaba ruso con fluidez. Participó en la Primera Guerra Mundial, sirviendo bajo el mando del mayor general Hans von Seeckt en el 7.° Ejército del Ejército austrohúngaro. Después de la guerra, fue retenido en el Reichsheer. A partir de 1919, regresó al Ministerio de Guerra de Prusia y luego se separó del Ministerio de la Reichswehr en 1919 cuando se estableció ese ministerio.
El 1 de agosto de 1935, fue devuelto al servicio activo como agregado militar a Rusia y Lituania y enviado de regreso a Moscú. El 8 de agosto de 1940, el General Franz Halder advirtió a Köstring que "tendría que responder muchas preguntas pronto", convirtiéndolo en una de las pocas personas que sabía lo que sucedería con Rusia a pesar del pacto de no agresión. Con la planeada Operación Barbarroja, su posición en Moscú era insostenible; fue repatriado bajo inmunidad diplomática y asignado a la Führerreserve. Visitó, junto con Friedrich Werner von Schulenburg, campos de prisioneros de guerra que reclutaban prisioneros de guerra soviéticos para el esfuerzo de guerra alemán.
El 1 de septiembre de 1942, cuando fue nombrado "Oficial General adjunto al Grupo de Ejércitos A para Asuntos del Cáucaso" bajo el mando del General Eduard Wagner. En este papel, trabajó en la creación de legiones nacionales entre los pueblos indígenas del Cáucaso, entre ellos los musulmanes Karacháis. Arregló para que armenios, georgianos y otras poblaciones caucásicas pelearan en el frente después de entrenar en Polonia. La mayoría de los armenios desertaron.
Los Karachai habían formado un comité antisoviético bajo Qadi Bayramukov antes de que llegaran los alemanes. Köstring los invitó a la fiesta de Bairam el 11 de octubre. Fue excepcionalmente bien recibido y fue llevado al hombro en celebración como era la costumbre.
En la primavera de 1943, Köstring entró en la reserva del Führer. A mediados de junio de 1943, fue nombrado inspector de las asociaciones turcas al mando alemán, el 1 de enero de 1944 nombró al general de las organizaciones "voluntarias" en el alto mando del ejército. Durante todo este período, pasó la mayor parte de su tiempo ayudando con la creación del Ejército de Liberación Ruso de Andrey Vlasov. Se entregó el 4 de mayo de 1945 al ejército de los Estados Unidos; fue liberado en 1947. Fue coautor del libro de 1946: Los pueblos de la Unión Soviética, que luego fue utilizado por el ejército de los EE. UU.

## Condecoraciones
- Cruz de Hierro 1.ª y 2.ª Clase, 1914
- Cruz del Premio del Servicio Prusiano
- Cruz de caballero 2.ª Clase de la Orden de Federico
- Cruz de caballero 2.ª Clase de la Orden del León de Zähringen con hojas de roble y espadas
- Cruz de Mérito de guerra de Lippe
- Medalla de Herido, en negro, 1918
- Cruz de Mérito Militar de Austria, 3.ª Clase con la decoración de guerra
- Orden del Medschidié, 3.ª Clase
- Cruz al Mérito de Guerra con la Cruz de Caballero con espadas, 23 de octubre de 1944